# Herminio Iglesias
Herminio Iglesias (20 de octubre de 1929 - 16 de febrero de 2007) fue un político argentino miembro del Partido Justicialista y candidato a la gobernación de Buenos Aires en 1983.

## Trayectoria
Participó del 17 de octubre de 1945.
Presidió la agrupación vandorista "30 de Junio", en Avellaneda. Durante la "Revolución Libertadora" fue apresado varias veces por pertenecer al peronismo, sufriendo torturas en el penal de Las Heras durante el régimen del dictador Aramburu tras lo cual logró fugarse y exiliarse con su pareja en Uruguay.
Fue baleado el 27 de enero de 1972 por otros peronistas.
Tiroteó a Juan Manuel Abal Medina el 16 de diciembre de 1972.
Se confirma como candidato del FREJULI tras las elecciones internas del PJ y en las elecciones de 1973 es electo con el 73.4% como intendente del partido de Avellaneda.
Fue candidato a gobernador por la provincia de Buenos Aires en la campaña de 1983. Ese mismo año, los militares del Proceso de Reorganización Nacional fijaron para la salida democrática un régimen electoral de boletas separadas. Aquel sistema inducía al corte y los comandantes militares lo impulsaron como recurso para, convencidos del triunfo del Partido Justicialista, evitar un monocolor peronista en las provincias con boletas sueltas

### Memoria periodística
En su última recordó la figura de Héctor J. Cámpora como peronista leal.
Es el protagonista de un capítulo del libro Hacer la Corte, del periodista Horacio Verbitsky: Elecciones en Avellaneda: Barceló vive, en el que se relata cómo quiso evitar un caso de fraude electoral que lo perjudicaría a él tanto como a Juan Manuel Casella (UCR).
Menciones también figuran en otro libro del mismo autor sobre la construcción política de base en el periodo del Proceso.

## Cargos públicos
- Intendente de Avellaneda (Buenos Aires) (1973-1976) (Depuesto por el Golpe de Estado de 1976)
- Diputado nacional (1985-1989)
- Concejal de Avellaneda (1991-1999)